# 5996 Хуліоенжел
5996 Хуліоенжел (5996 Julioangel) — астероїд головного поясу, відкритий 11 липня 1983 року.
Тіссеранів параметр щодо Юпітера — 3,374.